# 小行星8625
小行星8625（英語：8625）是一颗围绕太阳公转的小行星。1981年3月1日，舒爾特·巴斯在赛丁泉山发现了此天体。
这颗小行星的绝对星等为58.59833等。